# Olympische Sommerspiele 1988/Teilnehmer (Zentralafrikanische Republik)
| Gelbes Symbol für Goldmedaillen mit stilisierten Olympischen Ringen | Graues Symbol für Silbermedaillen mit stilisierten Olympischen Ringen | Braundes Symbol für Bronzemedaillen mit stilisierten Olympischen Ringen |
| ------------------------------------------------------------------- | --------------------------------------------------------------------- | ----------------------------------------------------------------------- |
| —                                                                   | —                                                                     | —                                                                       |

Die Zentralafrikanische Republik nahm an den Olympischen Sommerspielen 1988 in Seoul, Südkorea, mit einer Delegation von 15 Sportlern (allesamt Männer) teil.

## Teilnehmer nach Sportarten

### Basketball
- Richard Bella
- Christian Gombe
- Aubin-Thierry Goporo
- Frédéricque Goporo
- Bruno-Nazaire Kongaouin
- Jean-Pierre Kotta
- Anicet Lavodrama
- Guy M’Bongo
- François Naoueyama
- Joseph-Dieudonné Ouagon
- Sanda Bouba Oumarou
- Eugène Pehoua-Pelema
10. Platz (5. Platz in der Gruppe A)

### Boxen
- Fidèle Mohinga
Weltergewicht: 2. Runde

- Moussa Wiawindi
Halbmittelgewicht: 1. Runde

### Leichtathletik
- Adolphe Ambowodé
Marathon: 42. Platz